# كوستنتين سيوتش
كوستنتين سيوتش (بالرومانية: Constantin Ciucă)‏ (مواليد 20 سبتمبر 1941) هو ملاكم روماني، مثّل بلاده في الألعاب الأولمبية الصيفية في دورتي 1964 و1968.

## روابط خارجية
كوستنتين سيوتش على موقع بوكس ريك (الإنجليزية) (registration required)
- كوستنتين سيوتش على موقع أوليمبيديا (الإنجليزية)